# Nilo Borgia
Nilo Borgia (Nili Borxha in albanese; Piana degli Albanesi, 1º gennaio 1870 – Grottaferrata, 3 marzo 1942) è stato un monaco cristiano italiano di etnia arbëreshe, ieromonaco dell'Ordine basiliano di Grottaferrata (cattolico di rito bizantino).
Fu bibliofilo, filologo, scrittore, letterato e teologo, lasciando numerosi scritti sulla cultura e religiosità bizantina e sulla identità degli albanesi. La sua opera ha contribuito notevolmente alla storia d'Albania. Fu il fondatore della congregazione religiosa delle Suore basiliane figlie di Santa Macrina, assieme alle sorelle Elena e Agnese Raparelli, e tra i pionieri della nuova missione basiliana in Albania. Inoltre, fondò nell'abbazia di Grottaferrata il laboratorio di restauro del libro e pose le basi della creazione dell'Istituto di patologia del libro in Italia.

## Biografia
Nilo Borgia nacque a Piana degli Albanesi il 1º gennaio del 1870. 
Giovane quindicenne si consacrò alla vita religiosa cristiana nell'Abbazia di Grottaferrata (Roma), ove si formò all'ascetica monastica. Fu ordinato sacerdote il 25 marzo 1894.
Si dedicò con passione agli studi letterari ed ecclesiastici, e, nel 1909, fu nominato bibliotecario dell'abbazia. Ricoprì anche l'incarico di ispettore bibliografico per i comuni di Marino, Rocca di Papa e Grottaferrata.
Ebbe una profonda pietà monastica e un ardente amore alle scienze sacre, prediligendo, tra le profane, quelle che hanno maggiore attinenza con l'Oriente cristiano, al quale aveva dedicato le sue energie. Con elevata dottrina, guidò molte anime italo-albanesi alla vita dei santi.
Nel desiderio ardente di unire e dilatare la fede tra i fratelli del vicino Oriente e specialmente in Albania, sua terra d'origine, e nelle colonie albanesi d'Italia, ideò una istituzione di suore di rito bizantino. L'idea, benedetta dal papa Benedetto XV, fu patrocinata da S.E. Mons. Isaia Papadopulos, assessore alla Sacra Congregazione per la Chiesa Orientale. L'opera venne incoraggiata dagli arcivescovi di Monreale e Palermo, al quale allora appartenevano i territori ecclesiastici delle colonie albanesi di rito orientale.
Nel 1921, sotto il titolo di Istituto delle Suore Basiliane "Figlie di Santa Macrina", venne fondata l'istituzione religiosa greco-cattolica secondo la regola di san Basilio, con lo scopo di istruire ed educare le giovani delle comunità italo-albanesi. P. Nilo Borgia, nella preghiera e col sacrificio, ha contribuito alla diffusione dell'opera in Albania e Kosovo. 

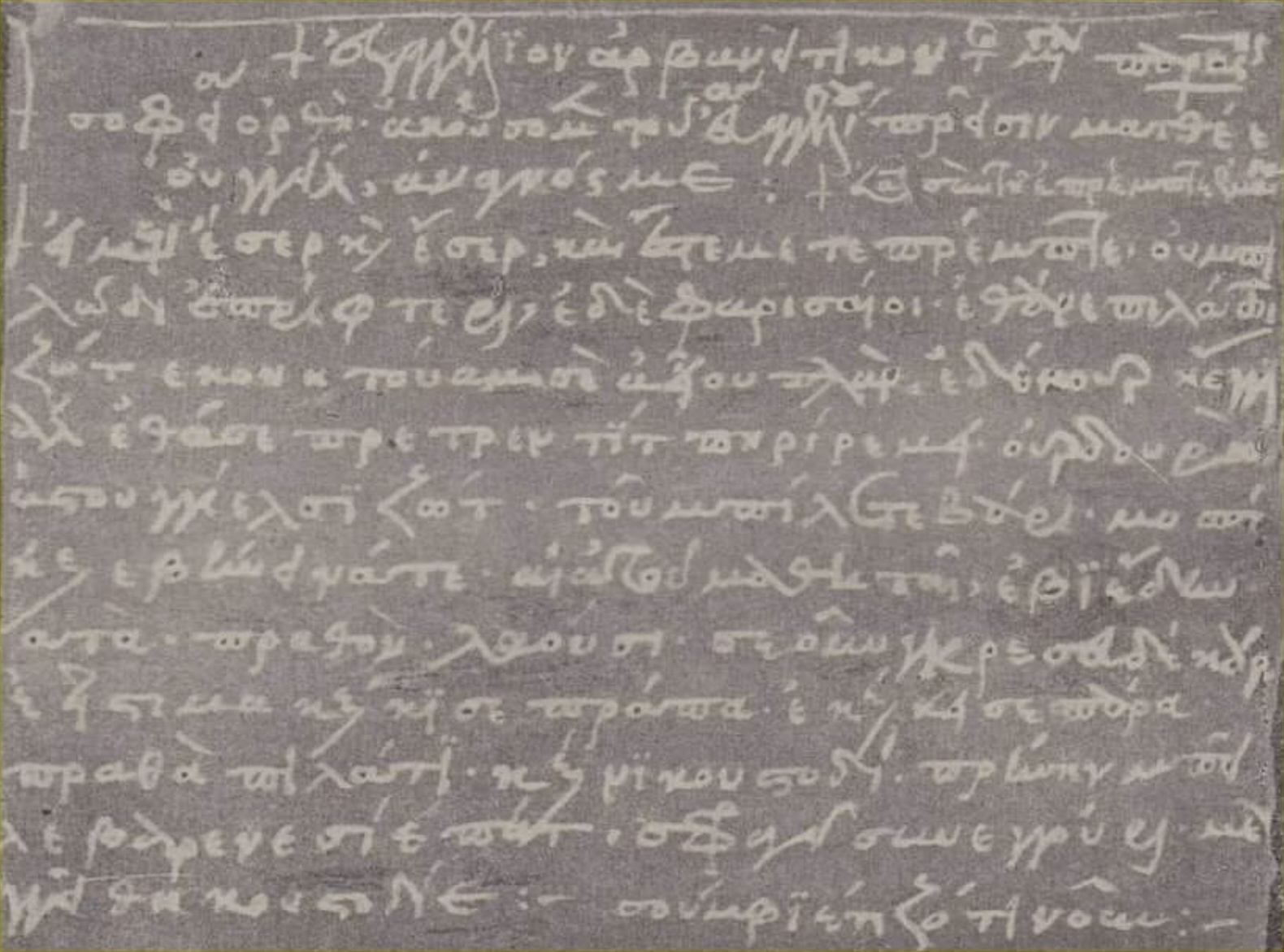
P. Nilo Borgia scoprì durante le sue continue ricerche e studi la Perikopi evangjelik, testo religioso cristiano-cattolico, scritto in albanese, nel 1413.

Nel 1930 riuscì a fondare nella stessa abbazia il primo laboratorio di restauro del libro in Italia e pose le basi della creazione dell'Istituto di patologia del libro, che sorse qualche anno dopo e che trovò in Alfonso Gallo l'organizzatore e il primo direttore. Lasciò molti scritti, prevalentemente di carattere storico, teologico, letterario e liturgico.
Padre Nilo Borgia assistette ai primi studi Eqrem Çabej, uno dei più eminenti albanologi del XX secolo. Nel suo costante studio sulla lingua e cose albanesi, nel 1931 scoprì, da un manoscritto in alfabeto greco antico della Biblioteca Ambrosiana, il più antico testo albanese conosciuto, in un codice che egli attestò al XIV secolo: la "Pericope Evangelica".
Morì a Grottaferrata il 3 marzo del 1942.

## Opere principali

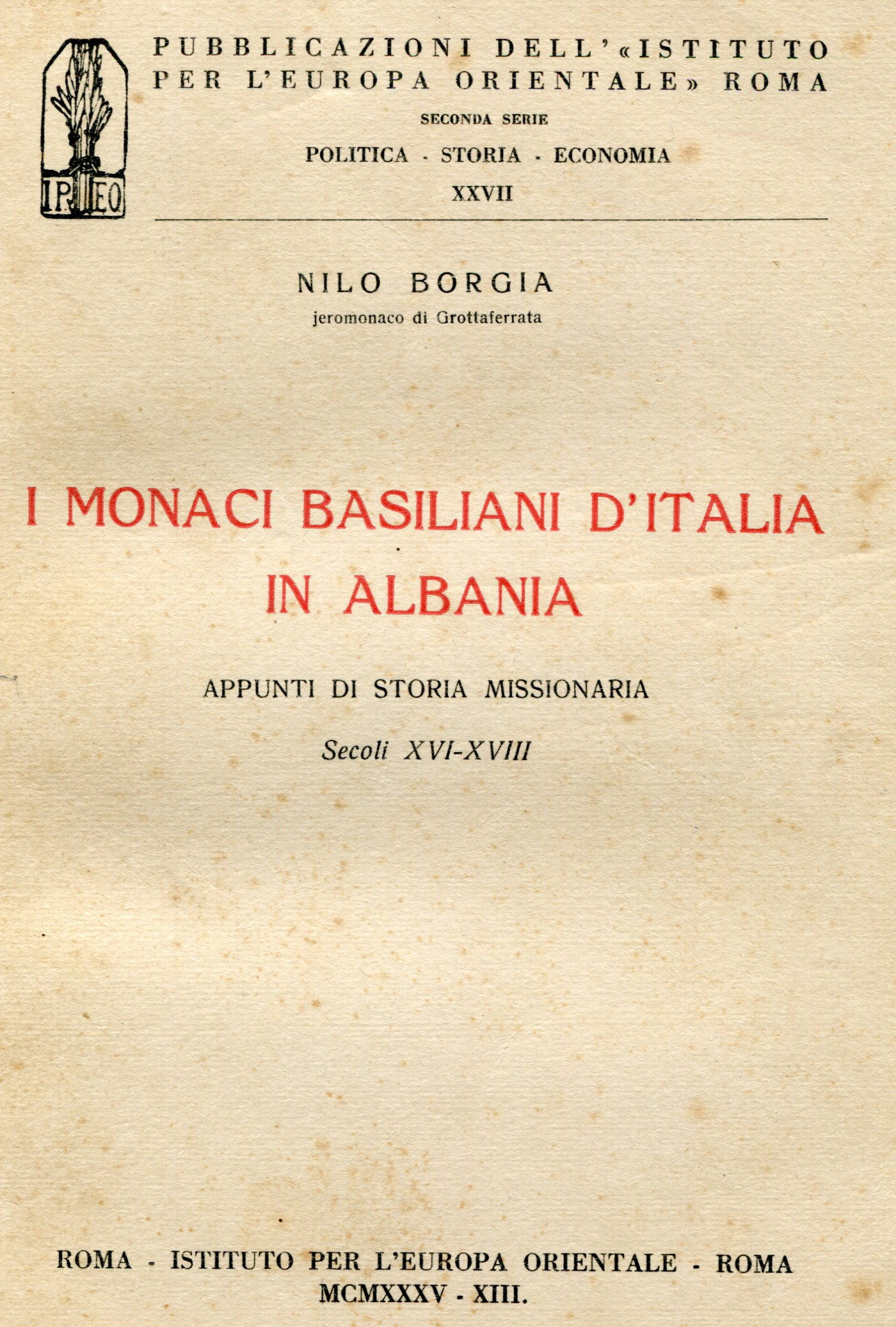
Copertina del libro sulla missione dei monaci basiliani italo-albanesi in Albania.

- Il Commentario liturgico di San Germano e la versione latina di Anastasio Bibliotecario, 2ediz, Grottaferrata 1912.
- Se allo Spirito Santo convenga il nome εἰκών (imago), ibid. 1915.
- Gesù nella vita eucaristica, Grottaferrata, 1917.
- Ωρολόγιον "Diurno" delle Chiese di rito bizantino, Roma 1929.
- Pericope evangelica in lingua albanese del sec. XIV, Grottaferrata 1930.
- Frammenti eucaristici antichissimi. Saggio di poesia sacra popolare bizantina, ibid. 1932.
- I monaci basiliani d'Italia in Albania, Roma 1935-1942.

## Curiosità
Originariamente il cognome di Padre Nilo, diffuso tra le comunità albanesi di Sicilia, era Borshia. Fu probabilmente italianizzato nel periodo immediatamente dopo l'esodo dalla madre-patria secondo quello più popolare di Borja/Borgia, presente durante il vice-regno aragonese-spagnolo in Sicilia. La cittadina di Borshi (Valona, Albania), inoltre, è la località da cui ha plausibilmente origine il cognome delle famiglie albanesi poi esuli in Italia.